# Propeamussium cancellatum
Propeamussium cancellatum är en musselart som först beskrevs av E. A. Smith 1885.  Propeamussium cancellatum ingår i släktet Propeamussium och familjen Propeamussidae. Inga underarter finns listade i Catalogue of Life.